# Trijodek boru
Trijodek boru, jodek boru, BI
3 – nieorganiczny związek chemiczny boru i jodu.

## Otrzymywanie
Jodek boru można otrzymać w wyniku bezpośredniej syntezy poprzez jodowanie boru w temperaturze 600–1000 °C:
3I
2 + 2B → 2BI
3
Jodek boru o bardzo wysokiej czystości z 25% wydajnością można uzyskać w reakcji jodu rozpuszczonego w heptanie z borowodorkiem sodu lub potasu w temperaturze 80 °C:
8I
2 + 3NaBH
4 → 3NaI + 3BI
3 + 4H
2 + 4HI

## Właściwości
W temperaturze pokojowej jest to bezbarwne, lotne ciało stałe, często lekko zabarwione na różowo na skutek obecności śladów jodu, który wydziela się łatwo wobec wilgoci. Ulega fotolizie pod wpływem światła o długości fali poniżej 360 nm. Należy przechowywać go w ciemności w atmosferze gazu obojętnego.
Jest silnym kwasem Lewisa. Rozkłada m.in. etery dialkilowe (do jodków alkilowych) oraz arylowo-alkilowe (do fenoli i jodków alkilowych); nie reaguje z eterami diarylowymi. W reakcjach tych jest najbardziej reaktywny spośród wszystkich halogenków boru. Jodki alkilowe powstają też w reakcjach jodku boru z estrami, silanami i alkoholami.

## Zastosowanie
Stosowany w preparatyce organicznej do rozrywania wiązań C−O w eterach, estrach i in., do substytucji halogenków alkilowych i arylowych, do borowania. Jest także substratem do otrzymywania boru o wysokiej czystości.